# Piotr Kasiński
Piotr Kasiński (ur. 1972 w Cieszynie) – polski animator kultury, scenarzysta komiksowy, publicysta.

## Życiorys
Jest absolwentem dziennikarstwa na Wydziale Dziennikarstwa i Nauk Politycznych Uniwersytetu Warszawskiego. Po studiach przez kilkanaście lat był dziennikarzem prasowym, m.in. w „Dzienniku Łódzkim” i „Dzienniku”, miesięczniku „Kalejdoskop” oraz pracował dla samorządowych instytucji kultury. Od 2006 pracuje jako specjalista w Centrum Komiksu i Narracji Interaktywnej EC1 w Łodzi oraz jest od 1998 jest organizatorem, a następnie został dyrektorem artystycznym Międzynarodowego Festiwalu Komiksu i Gier w Łodzi. Jest także stypendystą ministra kultury i dziedzictwa narodowego w zakresie sztuk wizualnych.
Jest współorganizatorem wielu zagranicznych wystaw polskiego komiksu oraz zajmuje się upowszechnianiem wiedzy o komiksie oraz edukacją w zakresie języka komiksu. Jest współautorem książek: „Zrób sobie komiks” oraz serii „Pik i Robi”, a także Twórca zina „eMeFKa News”, a także scenarzystą komiksowym do komiksów autorskich oraz na zlecenie (promocyjne, reklamowe, edukacyjne). Do jego scenariuszy rysowali m.in.: Robert Trojanowski, Tomasz Tomaszewski, Tomasz Piorunowski i Paweł Kwiatkowski.

## Odznaczenia
- Odznaka honorowa „Zasłużony dla Kultury Polskiej”[3][2] (2009)[4].

## Publikacje
- Kasiński P., Kiliś R., Tomaszewski T., Antologia: Międzynarodowy Festiwal Komiksu w Łodzi 2004, Łódzki Dom Kultury, 2004, ISBN 978-83-916196-3-6
- Kasiński P., Tajemnice Łódzkiego, czyli Pik i Robi na tropie myślenia projektowego, Urząd Marszałkowski Województwa Łódzkiego. Departament Promocji i Współpracy Zagranicznej, 2015
- Kasiński P., Trojanowski R., Zrób sobie komiks Społeczny Instytut Wydawniczy „Znak”, 2018.